# Zkus mě rozesmát
Zkus mě rozesmát (v anglickém originále Just Go with It) je americká romantická komedie z roku 2011 od režiséra Dennise Dugana. Film měl v Americe premiéru 8. února 2011 a v Česku měl premiéru 14. dubna 2011. 

## Obsazení
| Adam Sandler     | Daniel „Danny" Maccabee |
| Jennifer Aniston | Katherine Murphy        |
| Nicole Kidman    | Devlin Adams            |
| Nick Swardson    | Eddie Simms             |
| Brooklyn Decker  | Palmer Dodge            |
| Bailee Madison   | Maggie Murphy           |
| Griffin Gluck    | Michael Murphy          |
| Dave Matthews    | Ian Maxtone-Jones       |
| Rachel Dratch    | Kirsten Brant           |
| Minka Kelly      | Joanna Damon            |